# Cattedrale vecchia di Plasencia
La cattedrale vecchia di Santa Maria (in spagnolo: Catedral Vieja de Santa María) si trova a Plasencia, in Spagna, ed è uno dei due edifici che compongono l'attuale complesso della cattedrale di Plasencia.

## Storia
Comunemente conosciuta come la vecchia cattedrale di Plasencia, è un edificio che è un esempio molto interessante di transizione dal romanico al gotico. La costruzione ebbe inizio nei primi anni del XIII secolo e gli ultimi contributi protogotici sono del XV secolo. Durante questi secoli, i lavori sono stati eseguiti da maestri come Juan Francés, Juan Pérez o Diego Díaz. Nel 1931 è stata inclusa nella lista dei monumenti nazionali di interesse culturale. Alla prima fase appartengono i fusti e i capitelli delle colonne, gli archi gotici e le finestre. Le sue tre navate sono state riportate allo stato originale nel XVIII secolo, rimuovendo la spessa coltre di calce che le ricopriva.
Durante la seconda fase di costruzione, per tutto il XIV secolo, la chiesa è stata finita, insieme al campanile e il chiostro.
Nella terza e ultima fase, nel XV secolo, il coro della chiesa è stato modificato e il chiostro è stato completato nei lati ovest e sud. Problemi di fondazione hanno causato il crollo di una parte del fronte occidentale. In questo periodo e quelle erano le ultime opere dei maestri del tempio furono Juan Martín e il vescovo Pedro Jiménez.